# Watersportbaan
Die Nationale Watersportbaan Georges Nachez, kurz Watersportbaan, ist ein künstlicher See in der belgischen Stadt Gent, der seit 1954 als Regattastrecke für Kanu- und Rudersport verwendet wird.

## Geschichte
In Vorbereitung auf die Ruder-Europameisterschaften 1955 wurde die Watersportbaan als Teil eines Urbanisierungsprojektes im Westen von Gent erbaut.
Die Watersportbaan ist in das Wasserverkehrssystem der Region eingebunden. Ein Nebenarm der Leie fließt durch das Regattabecken.
Seit 1954 wird auf der Watersportbaan die Internationale Regatta van Sport Gent (englisch Ghent May Regatta) ausgetragen, die zu den wichtigsten jährlichen Ruderveranstaltungen im Benelux-Raum gehört.

## Eigenschaften
Die Watersportbaan besteht aus einem Becken mit 2300 m Länge und 76 m Breite.
Für Ruderwettbewerbe stehen fünf Bahnen zur Verfügung. Darüber hinaus besitzt die Anlage keine abgetrennte Trainingsbahn. Damit entspricht die Watersportbaan nicht mehr der höchsten Anforderungsklasse, die der Weltruderverband FISA für internationale Ruderregatten vorgibt.
Das Ufer ist auf den letzten 250 m befestigt und teilweise mit betonierten Stufen für Zuschauer versehen.
Um die Watersportbaan herum wurde eine Laufstrecke mit 4967 m Länge angelegt. 

## Veranstaltungen
- Internationale Regatta van Sport Gent (jährlich seit 1954)
- Ruder-Europameisterschaften 1955